# Gnathonemus barbatus
Gnathonemus barbatus es una especie de pez elefante eléctrico perteneciente al género Gnathonemus en la familia Mormyridae presente en varias cuencas hidrográficas de África, entre ellas el río Kasai y la cuenca central del Congo. Es nativa de Angola; y puede alcanzar un tamaño aproximado de 15,8 cm.

## Estado de conservación
Respecto al estado de conservación, se puede indicar que de acuerdo a la IUCN, esta especie puede catalogarse en la categoría «Datos insuficientes (DD)».